# Мауріціо Гаудіно
Мауріціо Гаудіно (нім. Maurizio Gaudino, нар. 12 грудня 1966, Брюль) — німецький футболіст, що грав на позиції нападника. По завершенні ігрової кар'єри — тренер.
Виступав, зокрема, за клуб «Штутгарт», у складі якого ставав чемпіоном Німеччини і володарем Суперкубка країни, а також за національну збірну Німеччини, з якою брав участь у чемпіонаті світу 1994 року.
Його син Джанлука Гаудіно також став професійним футболістом.

## Клубна кар'єра
Народився 12 грудня 1966 року в місті Брюль у родині іммігрантів з Італії. Вихованець юнацьких команд футбольних клубів «Райнау» і «Вальдгоф». У дорослому футболі дебютував 1984 року виступами за команду останнього, в якій провів три сезони, взявши участь у 60 матчах чемпіонату. 
Своєю грою за цю команду привернув увагу представників тренерського штабу клубу «Штутгарт», до складу якого приєднався 1987 року. Відіграв за штутгартський клуб наступні шість сезонів своєї ігрової кар'єри. Більшість часу, проведеного у складі «Штутгарта», був основним гравцем атакувальної ланки команди. 1992 року у складі «Штуттгарта» виборов титул чемпіона Німеччини і став володарем Суперкубка Німеччини. Трьома роками раніше допомагав команді дійти до фіналу Кубка УЄФА 1989, в якому німці у двоматчевому протистоянні поступилися італійському «Наполі», попри гол Гаудіно на виїзді. 
Згодом з 1993 по 1997 рік був гравцем франкфуртського «Айнтрахта», який 1995 року віддавав свого нападника в оренду до англійського «Манчестер Сіті», а у 1996 — до мексиканської «Америки». Згодом провів по одному сезону за швейцарський «Базель» та «Бохум».
1999 року перебрався до Туреччини, де почав виступи за «Антальяспор». За три роки, у 2002, вирішив завершити професійну футбольну кар'єру.
Утім згодом повернувся на футбольне поле і провів у сезоні 2003/04 13 ігор за рідний клуб «Вальдгоф», який на той момент опустився до четвертого за силою німецького дивізіону.

## Виступи за збірну
1993 року дебютував в офіційних матчах у складі національної збірної Німеччини. Протягом кар'єри у національній команді, яка тривала 2 роки, провів у формі головної команди країни 5 матчів, забивши 1 гол.
У складі збірної був учасником чемпіонату світу 1994 року у США, де, утім, був резервистом і на поле не виходив.

## Подальша кар'єра
Протягом 2004–2005 років очолював тренерський штаб рідного клубу «Вальдгоф».
2015 року був призначений директором з футболу нижчолігового клубу «Ройтлінген 05».

## Титули і досягнення
- Чемпіон Німеччини (1):

«Штутгарт»:  1992
- Володар Суперкубка Німеччини (1):

«Штутгарт»:  1992